# Livatis longifrons
Livatis longifrons är en insektsart som beskrevs av Jacobi 1928. Livatis longifrons ingår i släktet Livatis och familjen sporrstritar. Inga underarter finns listade i Catalogue of Life.